# Abbondanza (cognome)
Abbondanza è un cognome di lingua italiana.

## Varianti
Abbondante, Abbondi, Abbondio, Abondi, Abondio, Aondio, Aonzo, Bondi, Bondini, Bondioli.

## Origine e diffusione
Cognome tipicamente meridionale, è presente prevalentemente nel napoletano.
Potrebbe derivare dai prenomi Abbondio e Abbondanza.
La variante Abondio è settentrionale; Aondio è lombardo e veneto; Aonzo è ligure.

## Persone
- Alessandro Abbondanza – allenatore di calcio ed ex calciatore italiano
- Barbara Abbondanza – attrice televisiva italiana
- Marcello Abbondanza – allenatore di pallavolo italiano
- Michele Abbondanza – danzatore e coreografo italiano
- Osvaldo Abbondanza – ingegnere e partigiano italiano
- Roberto Abbondanza –  politico e storico italiano